# Beale Street Blues (Roman)
Beale Street Blues (Originaltitel: If Beale Street Could Talk) ist ein Roman von James Baldwin. Er erschien 1974 erstmals bei Dial Press in New York sowie auf Deutsch, in der Übersetzung durch Nils Thomas Lindquist, ebenfalls 1974 bei Rowohlt. 2018 erschien eine Neuübersetzung von Miriam Mandelkow bei dtv.

## Inhalt
Der Roman ist aus Sicht der Ich-Erzählerin, der neunzehnjährigen Afroamerikanerin Clementine, Tish genannt, geschrieben. Sie führt eine Beziehung mit Alonzo Hunt, genannt Fonny. Zu Beginn des Romans ist Fonny in Haft und Clementine hat ein bedrückendes Erlebnis, als sie ihn zum ersten Mal dort besuchen darf. Sie gesteht ihm, dass sie von ihm schwanger ist. 
In einer Rückblende erinnert sich Tish, wie sie als Sechsjährige den drei Jahre älteren Fonny kennengelernt hat. In einem Streit, an dem außer ihnen auch Tishs Freundin Geneva und Fonnys Freund Daniel beteiligt waren, verletzt Tish Fonny und dieser rächt sich an ihr, indem er sie anspuckt. In der Folgezeit verliebt sie sich in Fonny.
Tish erinnert sich an Fonnys Eltern, die eine Schneiderei besaßen und sehr religiös waren, aber Fonny bricht als Jugendlicher mit der Kirche.
Nachdem Tish Fonny gesagt hat, dass sie schwanger ist, will sie es ihrer Familie mitteilen. Zuvor erinnert sie sich, wie sich ihre Mutter und Joseph, ihr Vater, kennengelernt haben. Entgegen der Befürchtung Tishs nimmt die Familie die Nachricht von ihrer Schwangerschaft positiv auf. Als Nächstes überlegen sie sich, wie sie Fonny helfen können und ziehen einen Besuch bei einem Anwalt in Betracht.
In einer weiteren Rückblende erinnert sich Tish, dass Fonny Probleme mit seiner Mutter und seinen Schwestern gehabt hat und eine unnütze Ausbildung zum Tischler gemacht hat, woher auch seine Leidenschaft zur Bildhauerei stammt. Zudem denkt sie an ihre ersten sexuellen Erfahrungen mit Fonny zurück.
Man erfährt, dass ein Vergewaltigungsvorwurf der Grund für Fonnys Verhaftung war. Da die amerikanische Justiz oft Afroamerikaner rassistisch schikaniert, sind Tish und ihre Familie von Fonnys Unschuld überzeugt. Sie versuchen nun, das angebliche Vergewaltigungsopfer, eine Puerto-Ricanerin ausfindig zu machen. Dazu reist eine Verwandte nach Puerto Rico und begibt sich dort in eine Favela; die Reise geht allerdings erfolglos aus, da auch der Rassismus der Puerto-Ricaner zu stark ist.
Tish erinnert sich nochmals an frühere Konflikte Fonnys mit der Polizei und darin, dass diese rassistisch begründet waren. Schnell wird klar, dass Fonny als Tatverdächtiger gewählt wurde, weil er die dunkelste Hautfarbe von allen Beschuldigten hatte.
Am Ende erkennt Fonny seine Ausweglosigkeit und beginnt im Gefängnis, Holzfiguren zu schnitzen.

## Kritiken
„Es ist eine amerikanische Tragödie über ein weißes Amerika, das die Hoffnungen eines Schwarzen zerstören kann. Aber es ist auch eine schöne, kraftvolle, manchmal zuckersüße Liebesgeschichte, die einen wirklich freien Geist hat. Was den eigentlich zeitlosen Roman dann doch ein wenig alt aussehen lässt, ist die machistische Darstellung der Geschlechter.“

„Die literarische Qualität des Romans liegt in dem einprägsamen Figurenensemble, den temporeichen, knappen Wortwechseln, den poetischen Vergleichen, die in Tishs schnoddriger Erzählweise aufblitzen, und der bedrängenden Atmosphäre.“